# 1969年のスポーツ
'
- 年度別スポーツ記事一覧

1969年のスポーツでは、1969年（昭和44年）のスポーツ関連の出来事についてまとめる。

## できごと
- 1月11日 - 東京駅・石打駅間に日本初のスキー特急列車「新雪」運転開始。
- 3月18日 - 日本相撲協会、写真を勝負判定の参考に使用することを正式決定。
- 4月10日 - メキシコシティオリンピック・サッカー日本代表チームがユネスコから国際フェアプレー賞を受賞。
- 7月10日～7月29日 - サッカー・ワールドカップ予選の試合が元で、エルサルバドル・ホンジュラス間で戦争勃発（サッカー戦争）。
- 8月15日 - 6人の日本登山隊、全員無事でヨーロッパ・アルプスのアイガー北壁登頂成功。
- 8月18日 - 第51回全国高等学校野球選手権大会決勝で延長18回引き分け、翌日の再試合で松山商業が三沢を下す。
- 9月8日 - テニスのロッド・レーバー、初の2度目の年間グランドスラム達成。
- 10月10日 - 読売ジャイアンツの金田正一が通算400勝達成。
- 10月12日 - 日本初の欧州型サッカークラブチーム読売サッカークラブ（現東京ヴェルディ）創立。
- 10月30日 - 日本シリーズ第4戦で阪急の岡村浩二が巨人の土井正三の走塁に激怒し、審判の岡田功に暴行。岡村は即刻退場となる。
- 11月28日 - プロ野球八百長事件で西鉄ライオンズの永易将之が永久追放（黒い霧事件）。

## 総合競技大会
- 第11回世界ろう者競技大会（ユーゴスラビア・ベオグラード・8月9日～16日） - 日本の獲得メダル：金0、銀3、銅0
- 第24回創造国体（冬季スケート - 山梨県・1月26日～29日、冬季スキー - 岐阜県・2月13日～16日、夏季 - 長崎県・9月7日～10日、秋季 - 長崎県・10月26日～31日）
天皇杯順位：優勝 長崎県、第2位 東京都、第3位 埼玉県
皇后杯順位：優勝 長崎県、第2位 東京都、第3位 大阪府

## アイスホッケー
- スタンレーカップ決勝（1968-1969シーズン）
モントリオール・カナディアンズ （4戦全勝） セントルイス・ブルース

## アメリカンフットボール
- 第3回スーパーボウル（1月12日）
ニューヨーク・ジェッツ(AFL) 16-7 ボルチモア・コルツ(NFL)

## ゴルフ

### 男子メジャー大会
- マスターズ優勝者：ジョージ・アーチャー（アメリカ）
- 全米オープン優勝者：オービル・ムーディー（アメリカ）
- 全英オープン優勝者：トニー・ジャクリン（イギリス）
- 全米プロゴルフ優勝者：レイモンド・フロイド（アメリカ）

### 女子メジャー大会
- 全米女子プロゴルフ優勝者：ベッツィ・ロールズ（アメリカ）
- 全米女子オープン優勝者：ドナ・カポニ（アメリカ）

## サッカー
- 第48回天皇杯全日本サッカー選手権大会決勝（1月1日）
ヤンマーディーゼル 1-0 三菱重工業
- 第5回日本サッカーリーグ
優勝:三菱重工業

## 自転車競技

### ロードレース
- 第52回ジロ・デ・イタリア
総合優勝：フェリーチェ・ジモンディ（イタリア）
- 第56回ツール・ド・フランス
総合優勝：エディ・メルクス（ベルギー）
- 第24回ブエルタ・ア・エスパーニャ
総合優勝：ロジェ・パンジョン（フランス）
- 世界自転車選手権男子プロ・個人ロードレース
優勝：ハーム・オッテンブロス（オランダ）

## テニス

### グランドスラム
- 全豪オープン　男子単優勝：ロッド・レーバー（オーストラリア）、女子単優勝：マーガレット・スミス・コート（オーストラリア）
- 全仏オープン　男子単優勝：ロッド・レーバー（オーストラリア）、女子単優勝：マーガレット・スミス・コート（オーストラリア）
- ウィンブルドン　男子単優勝：ロッド・レーバー（オーストラリア）、女子単優勝：アン・ヘイドン＝ジョーンズ（イギリス）
- 全米オープン　男子単優勝：ロッド・レーバー（オーストラリア）、女子単優勝：マーガレット・スミス・コート（オーストラリア）

レーバーが1962年に続く、2度目の年間グランドスラムを達成。2度達成した選手はテニス史上でレーバーだけである。

## バスケットボール
- NBAファイナル（1968-1969シーズン）
ボストン・セルティックス（東） （4勝3敗） ロサンゼルス・レイカーズ（西）

## ラグビー
- 第6回日本ラグビーフットボール選手権大会（近鉄花園ラグビー場・1月15日）
トヨタ自動車工業 44-16 慶應義塾大学

## 陸上競技

### 駅伝
- 第45回東京箱根間往復大学駅伝競走
総合優勝：日本体育大学 11時間30分58秒
往路優勝：日本体育大学 5時間53分47秒
復路優勝：日本体育大学 5時間37分11秒

## 誕生
- 1月3日 - ミハエル・シューマッハ（ドイツ、レーシングドライバー）
- 1月8日 - 井岡弘樹（大阪府、ボクシング）
- 1月13日 - ステファニア・ベルモンド（イタリア、ノルディックスキー）
- 1月29日 - 呂比須ワグナー（ブラジル→日本、サッカー）
- 2月1日 - ガブリエル・バティストゥータ（アルゼンチン、サッカー）
- 2月3日 - レティーフ・グーセン（南アフリカ、ゴルフ）
- 2月12日 - 洪明甫（韓国、サッカー）
- 2月17日 - ダビド・ドゥイエ（フランス、柔道）
- 2月22日 - ブライアン・ラウドルップ（デンマーク、サッカー）
- 2月23日 - マイケル・キャンベル（ニュージーランド、ゴルフ）
- 3月12日 - 肥後かおり（鹿児島県、ゴルフ）
- 3月15日 - 武豊（滋賀県、競馬）
- 3月18日 - 小池秀郎（岐阜県、野球）
- 3月19日 - 蛯名正義（北海道、競馬）
- 3月24日 - シュテファン・エベルハルター（オーストリア、アルペンスキー）
- 3月24日 - 郭李建夫（台湾、野球）
- 4月1日 - 関川浩一（東京都、野球）
- 4月2日 - 堀幸一（長崎県、野球）
- 4月6日 - ブレット・ブーン（アメリカ、野球）
- 4月11日 - 寺田千恵（山口県、競艇）
- 4月16日 - 高橋建（神奈川県、野球）
- 4月19日 - 久慈照嘉（山梨県、野球）
- 4月27日 - 青山繁（愛知県、バレーボール）
- 5月1日 - 吉永幸一郎（大阪府、野球）
- 5月5日 - 伊良部秀輝（兵庫県、野球、+2011年）
- 5月8日 - 曙太郎（アメリカ→日本、相撲）
- 5月10日 - デニス・ベルカンプ（オランダ、サッカー）
- 5月15日 - エミット・スミス（アメリカ、アメリカンフットボール）
- 5月22日 - 眞中幹夫（茨城県、サッカー）
- 6月14日 - シュテフィ・グラフ（ドイツ、テニス）
- 6月15日 - オリバー・カーン（ドイツ、サッカー）
- 6月15日 - セドリック・ピオリーン（フランス、テニス）
- 6月17日 - ポール・テルガト（ケニア、陸上競技）
- 6月27日 - 片岡篤史（京都府、野球）
- 6月30日 - 野村弘樹（広島県、野球）
- 7月1日 - 檜山進次郎（京都府、野球）
- 7月2日 - 亀山努（鹿児島県、野球）
- 7月2日 - 田口壮（兵庫県、野球）
- 7月3日 - 大久保秀昭（神奈川県、野球）
- 7月14日 - 桜庭和志（秋田県、格闘家）
- 7月18日 - ザ・グレート・サスケ（岩手県、プロレス）
- 7月28日 - マイク・ベルナルド（南アフリカ、キックボクシング、+2012年）
- 8月2日 - 具臺晟（韓国、野球）
- 8月9日 - トロイ・パーシバル（アメリカ、野球）
- 8月11日 - 飯田覚士（愛知県、ボクシング）
- 8月11日 - バンデルレイ・デリマ（ブラジル、マラソン）
- 8月13日 - 伊藤みどり（愛知県、フィギュアスケート）
- 8月14日 - 星野敬太郎（神奈川県、ボクシング）
- 8月19日 - 立浪和義（大阪府、野球）
- 8月19日 - タイロン・ウッズ（アメリカ、野球）
- 9月2日 - 髙村祐（栃木県、野球）
- 9月3日 - 吉田秀彦（愛知県、柔道）
- 9月5日 - レオナルド（ブラジル、サッカー）
- 9月12日 - 丸山茂樹（千葉県、ゴルフ）
- 9月12日 - アンヘル・カブレラ（アルゼンチン、ゴルフ）
- 9月17日 - ビスマルク（ブラジル、サッカー）
- 9月18日 - 今垣光太郎（石川県、競艇）
- 9月18日 - 村田勝喜（石川県、野球）
- 9月22日 - 浅利純子（秋田県、マラソン）
- 10月9日 - 秋山準（大阪府、プロレス）
- 10月10日 - ブレット・ファーヴ（アメリカ、アメリカンフットボール）
- 10月17日 - アーニー・エルス（南アフリカ、ゴルフ）
- 10月22日 - キューティー鈴木（埼玉県、プロレス）
- 10月28日 - 大道典良（三重県、野球）
- 11月11日 - 浜名千広（大阪府、野球）
- 11月11日 - 松井繁（大阪府、競艇）
- 11月12日 - 金親和憲（神奈川県、相撲）
- 11月13日 - 一乗アキ（広島県、バスケットボール）
- 11月21日 - ケン・グリフィー・ジュニア（アメリカ、野球）
- 11月21日 - 盛田幸妃（北海道、野球）
- 11月26日 - ショーン・ケンプ（アメリカ、バスケットボール）
- 11月29日 - マリアノ・リベラ（パナマ、野球）
- 12月20日 - 荻原健司（群馬県、ノルディック複合）
- 12月20日 - 荻原次晴（群馬県、ノルディック複合）

## 死去
- 1月8日 - アルバート・ヒル（イギリス、陸上競技、*1908年）
- 3月2日 - 若羽黒朋明（神奈川県、相撲、*1934年）
- 3月3日 - フレッド・アレクサンダー（アメリカ、テニス、*1880年）
- 3月15日 - 武蔵山武（神奈川県、相撲、*1909年）
- 3月30日 - ルシアン・ビアンキ（ベルギー、レーシングドライバー、*1934年）
- 4月26日 - 植芝盛平（和歌山県、合気道、*1883年）
- 5月3日 - 香山蕃（京都府、ラグビー、*1894年）
- 5月5日 - エディ・シーコット（アメリカ、野球、*1884年）
- 5月14日 - フレデリック・レーン（オーストラリア、水泳、*1880年）
- 5月27日 - ルー・ジャクソン（アメリカ、野球、*1935年）
- 6月1日 - 小島利男（愛知県、野球、*1913年）
- 6月1日 - イバール・バラングルート（ノルウェー、スピードスケート、*1904年）
- 6月4日 - ラファエル・オスナ（メキシコ、テニス、*1938年）
- 6月21日 - モーリーン・コノリー（アメリカ、テニス、*1934年）
- 6月23日 - ボルマリ・イソ＝ホロ（フィンランド、陸上競技、*1907年）
- 8月1日 - ゲルハルト・ミッター（ドイツ、レーシングドライバー、*1935年）
- 8月31日 - ロッキー・マルシアノ（アメリカ、ボクシング、*1923年）
- 9月27日 - 内藤克俊（広島県、レスリング、*1895年）
- 10月6日 - ウォルター・ヘーゲン（アメリカ、ゴルフ、*1892年）
- 10月12日 - ソニア・ヘニー（ノルウェー、フィギュアスケート、*1912年）
- 10月12日 - ベリ・サーリネン（フィンランド、ノルディックスキー、*1902年）
- 10月14日 - 羽黒山政司（新潟県、相撲、*1914年）
- 12月7日 - フランク・オドール（アメリカ、野球、*1897年）
- 12月20日 - アドルフォ・コンソリーニ（イタリア、陸上競技、*1917年）